# Genealogía universal de la nobilisima casa de Sandoval
Genealogía universal de la nobilísima casa de Sandoval es una obra manuscrita ricamente ilustrada en que se describe la genealogía de Francisco de Sandoval y Rojas, I duque de Lerma y valido de Felipe III de España.

## Historia
Desde el principio del reinado de Felipe III, el monarca confió el valimiento del reino a Francisco de Sandoval y Rojas, V marqués de Denia y, después, I duque de Lerma.
Según el frontispicio de la obra, esta fue caligrafiada e iluminada en 1612 en Lisboa por Duarte da Caldeira.
Según Eugenio de Ochoa, la tradición consideraba que la obra había sido regalada por Fernando VII al duque de Angulema tras la intervención francesa en España. Por este motivo forma parte del fondo de manuscritos de la Biblioteca Nacional de Francia.

## Descripción
Se trata de un volumen in-folio. Cuenta con dos dedicatorias, una primera a Felipe III y otra al duque de Lerma. Además contiene con una portada ilustrada, de gusto renacentista y coronada con un emblema representando la rueda de la fortuna siendo girada por un rey y la propia alegoría de la fortuna.
A lo largo de la obra se disponen retratos de los antepasados del duque de Lerma, del propio duque,  así como los de su hijo primogénito Cristóbal, duque de Uceda y Francisco, duque de Cea. Cada retrato antecede al texto genealógico sobre el personaje.
La obra se encuentra ricamente encuadernada en ambas con terciopelo carmesí y guarnecida de plata labrada componiendo un mismo diseño las dos tapas. Este diseño de plata, de gusto manierista, representa el escudo del duque de Lerma orlado por un borde en el que se disponen ocho escudos de otras casas nobiliarias unidas a la casa de Sandoval Estos motivos heráldicos se encuadran una decoración de estilo grutesco. Esta guarnición de plata tiene alrededor de medio centímetro de grosor.

### Individuales
1. ↑  Zaparaín Yáñez, María José; Escorial Esgueva, Juan (2022). «Admirando el mundo con su grandeza. La imagen del duque de Lerma en las bodas reales de 1615: Representación y poder». Ceremonia, magnificencia y ostentación: la representación del poder de las élites en la Edad Moderna : siglos XVI-XVIII, 2022, ISBN 978-84-19077-55-4, págs. 409-430 (Ramiro Domínguez Hernanz): 409-430. ISBN 978-84-19077-55-4. Consultado el 6 de octubre de 2023.
2. ↑  Morel-Fatio, Alfred; Baudon de Mony, Charles (1892). «511». Catalogue des manuscrits espagnols et des manuscrits portugais (en francés). París: Imprimerie nationale. p. 150. Consultado el 4 de abril de 2023.